# Case Farmall 55-75 A
Farmall 55-75 A – ciągnik rolniczy z rodziny Case IH, produkowany od 2010 roku w fabryce Case w St. Valentin (Dolna Austria).
Dane techniczne
- Typ silnika – FPT F34 lub FPT F36
- Moc silnika – (41-55Kw)/(55-75KM)
- Maks. moment obrotowy – 258-341 Nm
- Liczba biegów przód/tył – 8x8, 12x12 lub 20x20
- Maks. prędkość jazdy – 30 Km/h (2WD), 40Km/h (4WD)
- Wał odbioru mocy – niezależny, 540 E/540/ obr./min
- Wydatek hydrauliki zewn. – 29/36/48l/min
- Udźwig podnośnika – 2700 kg
- Szybkozłącza hydrauliki zewn. – 2/3
- Koła przednie – 12.4 R20 lub 320/70 R20
- Koła tylne – 420/70 R28
- Masa bez obciążników – 2880 kg
- Masa z obciążnikami – 4500/4800 kg.

## Modele serii
- Farmall 55 A
- Farmall 65 A
- Farmall 75 A